# 蒂耶讷
蒂耶讷（法語：Thiennes，法語發音：[tjɛn]）是法国上法蘭西大區北部省的一个市镇，位于该省西北部，和加来海峡省接壤，属于敦刻尔克区。

## 地理
蒂耶讷（50°39'6"N, 2°28'1"E）面积7.54 平方千米，位于法国上法蘭西大區北部省，该省份为法国最北部的省份及最长的省份，西北濒北海，西接加来海峡省，南至埃纳省和索姆省，东与比利时接壤。
与蒂耶讷接壤的市镇（或旧市镇、城区）包括：斯滕贝克、博斯盖姆、阿韦尔凯尔克、莫尔贝克、圣韦南、利斯河畔艾尔。

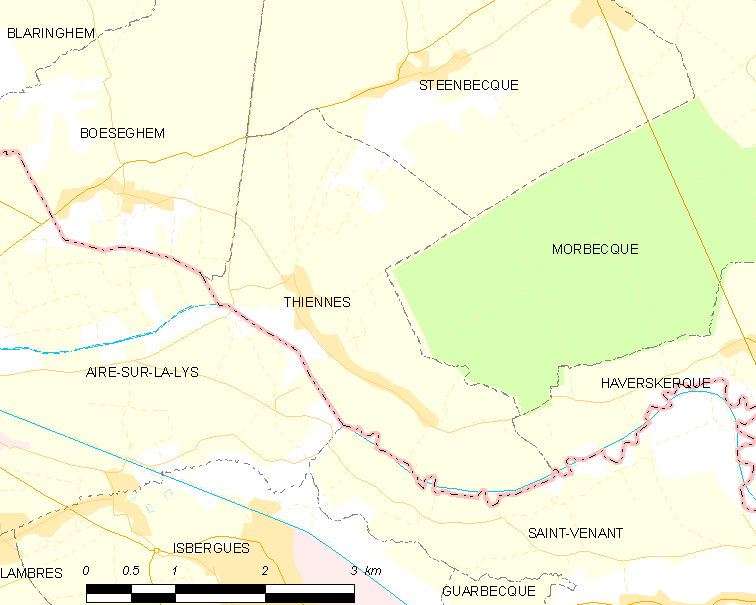
蒂耶讷的OSM定位图

蒂耶讷的时区为UTC+01:00、UTC+02:00（夏令时）。

## 行政
蒂耶讷的邮政编码为59189，INSEE市镇编码为59590。

## 政治
蒂耶讷所属的省级选区为阿兹布鲁克县。

## 人口

1962-2008年间蒂耶讷人口变化图示

蒂耶讷于2022年1月1日时的人口数量为918人。